# نيسان 300 زد إكس
نيسان 300 زد إكس (Nissan 300ZX) هو الاسم المعروف في كثير من أنحاء العالم ب "Z31" و "Z32" من أجيال سيارة نيسان Z الرياضية. مثل كل الإصدارات الأخرى من Z، وكان يباع في اليابان باسم Fairlady Z. بيعت 300ZX في السوق اليابانية خلال الفترة من 1983و 2000, وفي الولايات المتحدة في الفترة من 1984 حتى نهاية عام 1996، وميزة العدد الذي بدأ مع 240Z، التي وضعها المصمم يوتاكا كاتاياما، وهو أول رئيس لشركة نيسان موتورز الولايات المتحدة الأمريكية. وكانت علامة «س» أو "X" وضعت لأول مرة مع السيارة Z للجيل السابق من نوع 280ZX، للدلالة على وجود ميزات الرفاهية والراحة. وكان نموذج Z31 من العام 1983 حتى عام 1989, النموذج الأكثر شعبية، مع أكثر من 100,000 وحدة مباعة أكثر من الجيل الذي خلفه.
كل من الجيلين يتمتعان بمحرك بحجم 3 ليترات من 6 اسطوانات على شكل حرف V سواء بالاستنشاق الطبيعي للهواء إلى المحرك ومحرك آخر بميزة توربو.

## زد أكس شيرو 300ZX Shiro 1988
تم إصدار نسخة (SHIRO) وتعني أبيض باللغة اليابانية بكمية محدودة 1002 سيارة فقط في العالم وتعتبر السيارة من أندر سيارات 300 زد أكس وأثمنها.
من مواصفاتها القياسية
- لون أبيض لؤلؤي لبدن السيارة والجنوط
- مقاعد رياضية من ريكارو

- Deffrential نوع VLSD المقفول دائماً

- جانبينات رياضية

- سرعه غير محددة إلكترونياً

- سبيدر أمامي بلون السيارة